# Louis Bourget
Melchior-Matthieu-Adolphe-Louis Bourget (Yverdon-les-Bains, 22 maart 1856 – Lausanne, 26 juli 1913) was een Zwitsers medicus, apotheker en hoogleraar.

## Biografie
Louis Bourget studeerde aanvankelijk aan de school voor farmacie in Lausanne en werd nadien apotheker. In 1884 werd hij doctor in de farmacie aan de Universiteit van Genève, waar hij in 1887 docent werd, in 1890 buitengewoon hoogleraar en in 1891 gewoon hoogleraar in de farmacie. Tevens gaf hij les in Lausanne. Hij ontwikkelde medicijnen tegen onder meer hart- en maagaandoeningen en zette zich in voor de strijd tegen tuberculose. Dankzij een schenking van Bourget kon in 1920 in Lausanne een park worden aangelegd dat zijn naam draagt.
- Base de données des élites suisses: 76185
- Bibliothèque nationale de France: cb127866759 (data)
- Gemeinsame Normdatei: 117623199
- Historisch woordenboek van Zwitserland: 014300
- International Standard Name Identifier: 0000 0001 2134 2921
- Library of Congress Control Number: no95002632
- Nationale Bibliotheek van Letland: 000308575
- Nationale Bibliotheek van Tsjechië: nlk20000082989
- Nederlandse Thesaurus van Auteursnamen: 12923785X
- Système universitaire de documentation: 086855387
- Virtual International Authority File: 56736735
- WorldCat: E39PBJjxycGK8yBvrhccpKkFKd